# Liste deutscher Bezeichnungen chinesischer Orte
In dieser Liste werden chinesische Orten (Städten, Flüssen, Inseln etc.) deren frühere oder heute noch geläufige deutsche Bezeichnungen gegenübergestellt.
| Deutschsprachiger Name   | Chinesische Transliteration | Beispiele anderer Sprachen         | Anmerkungen                                      |
| ------------------------ | --------------------------- | ---------------------------------- | ------------------------------------------------ |
| Amoy                     | Xiamen                      |                                    | Stadt                                            |
| Futschau                 | Fuzhou                      |                                    | Stadt                                            |
| Hankau                   | Hànkǒu                      |                                    | Stadtteil von Wuhan                              |
| Itschang                 | Yichang                     |                                    | Stadt                                            |
| Kanton                   | Guangzhou                   | Canton (engl.)                     | Stadt                                            |
| Kiautschou               | Jiāozhōu                    |                                    | Ehemaliges dt. Pachtgebiet                       |
| Nanking                  | Nanjing                     |                                    | Stadt                                            |
| Peking                   | Beijing                     | Pékin (frz.)                       | Hauptstadt der Volksrepublik China               |
| Schanghai                | Shanghai                    | Shanghaï (frz.)                    | Stadt                                            |
| Schantung                | Shandong                    |                                    | Provinz                                          |
| Swatau                   | Shantou                     |                                    | Stadt                                            |
| Taipeh                   | Taipei                      |                                    | Hauptstadt Taiwans                               |
| Tientsin                 | Tianjin                     |                                    | Stadt                                            |
| Tschifu                  | Yantai                      |                                    | Stadt                                            |
| Tschingkiang             | Zhenjiang                   |                                    | Stadt                                            |
| Tschontsun               | Zibo                        |                                    | Stadt                                            |
| Tschungking              | Chongqing                   | Chungking (engl.)                  | Stadt                                            |
| Tsinan                   | Jinan                       |                                    | Stadt                                            |
| Tsingtau (Tsingtau Schi) | Qingdao                     |                                    | Stadt (frühere Hauptstadt des dt. Pachtgebietes) |
| Weihsin                  | Weifang                     |                                    | Stadt                                            |
| Yushan                   | Yù Shān                     | Yu Shan (eng., frz., span., ital.) | Höchster Berg Taiwans                            |